# Poopó-See
Der Poopó-See ist ein ehemals rund 1340 km² großer Salzsee in den Anden in Bolivien. Die Behörden erklärten den See im Dezember 2015 offiziell für ausgetrocknet. Im Februar 2017 wurde er durch starke Sommerregen zu einem großen Teil wieder aufgefüllt, ist jedoch 2021 wieder ausgetrocknet. Im 19. Jhd. wurde er auch „Lago de Aullagas“ genannt.
Der Steppensee, der sich südöstlich des Titicaca-Sees ungefähr 50 km südlich von Oruro auf 3686 m Höhe in einem abflusslosen Becken der Anden befindet, wird vom Río Desaguadero gespeist, dem Abfluss des Titicaca-Sees.

## Entstehung

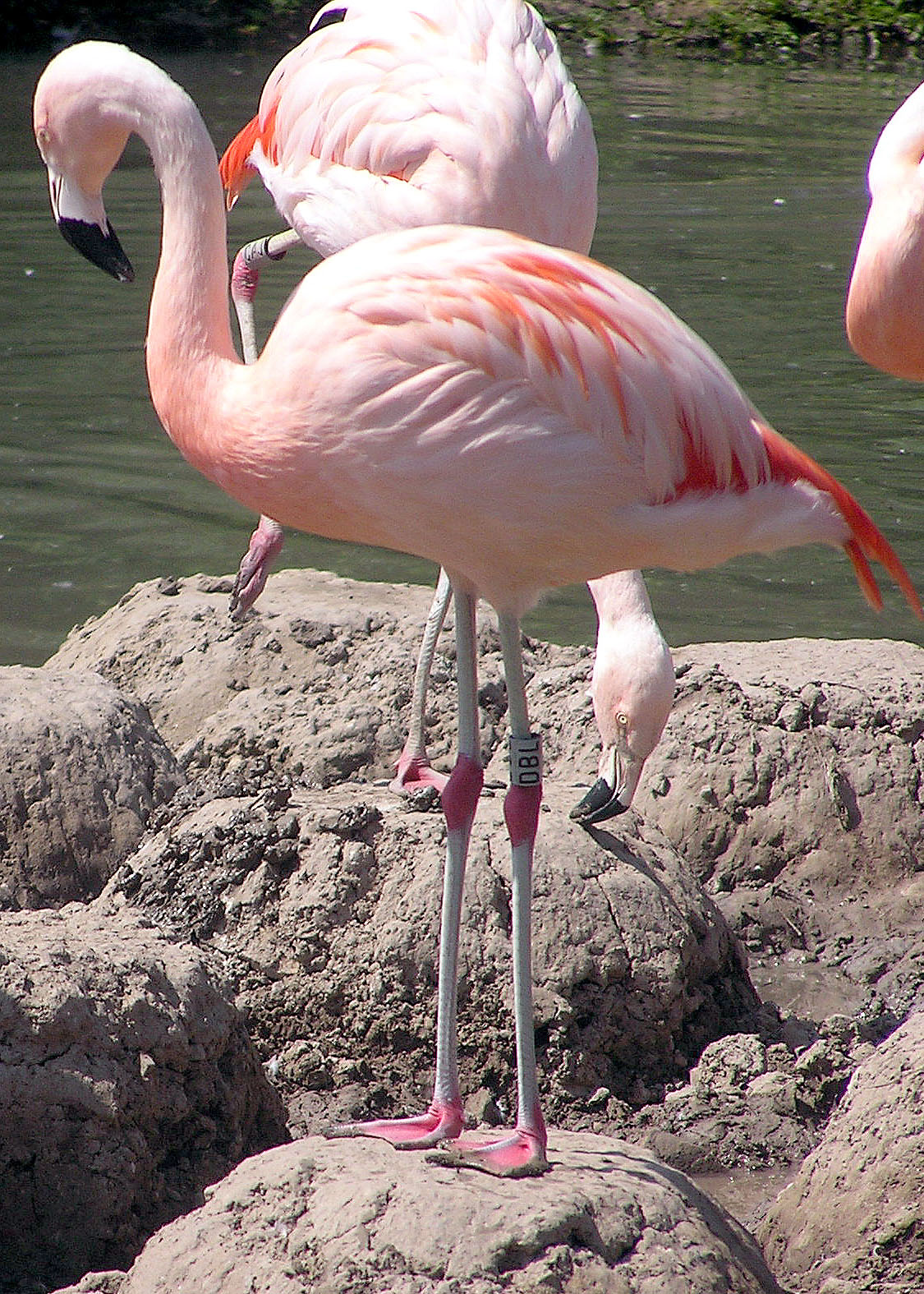
Flamingos am Poopó-See

Der Poopó-See war vor etwa 10.000 Jahren aus dem etwa 43.000 km² großen Tauca-See hervorgegangen, einem Glazialgewässer, das die drei Teilbecken des heutigen Poopó-Sees, des Coipasa-Salzsees und des Salar de Uyuni umfasste und eine Wassertiefe von bis zu 60 Metern aufwies. Das stark schlammige Wasser des Poopó-Sees ist Lebensraum für Flamingos.

## Austrocknungen und Wiederbelebung
Mangels Wassernachschub war der See schon 1994 nahezu völlig ausgetrocknet. Seit Dezember 2015 rechneten Wissenschaftler nicht mehr mit einer Regeneration.
Im Februar 2017 wurde der See binnen weniger Tage durch starke Regenfälle wieder bis zu 70 % seines ursprünglichen Spiegels aufgefüllt. Etwa 30 % der Oberfläche blieben trocken, Teile der ursprünglichen Fauna haben sich wieder eingefunden.
Nachdem sich die Wasserfläche im Juni 2018 weiter auf 1400 km² vergrößert hatte, wurden zur Wiederbelebung des Sees 100.000 junge Ährenfische ausgesetzt; die Wiederansiedlung von Karpfen war geplant. Gegen Ende 2018 wurde die Fischerei vorzeitig wieder aufgenommen, nachdem der Wasserspiegel wieder abgesunken und der Salzgehalt des Sees angestiegen war, wodurch ein Massensterben der Fische befürchtet wurde.

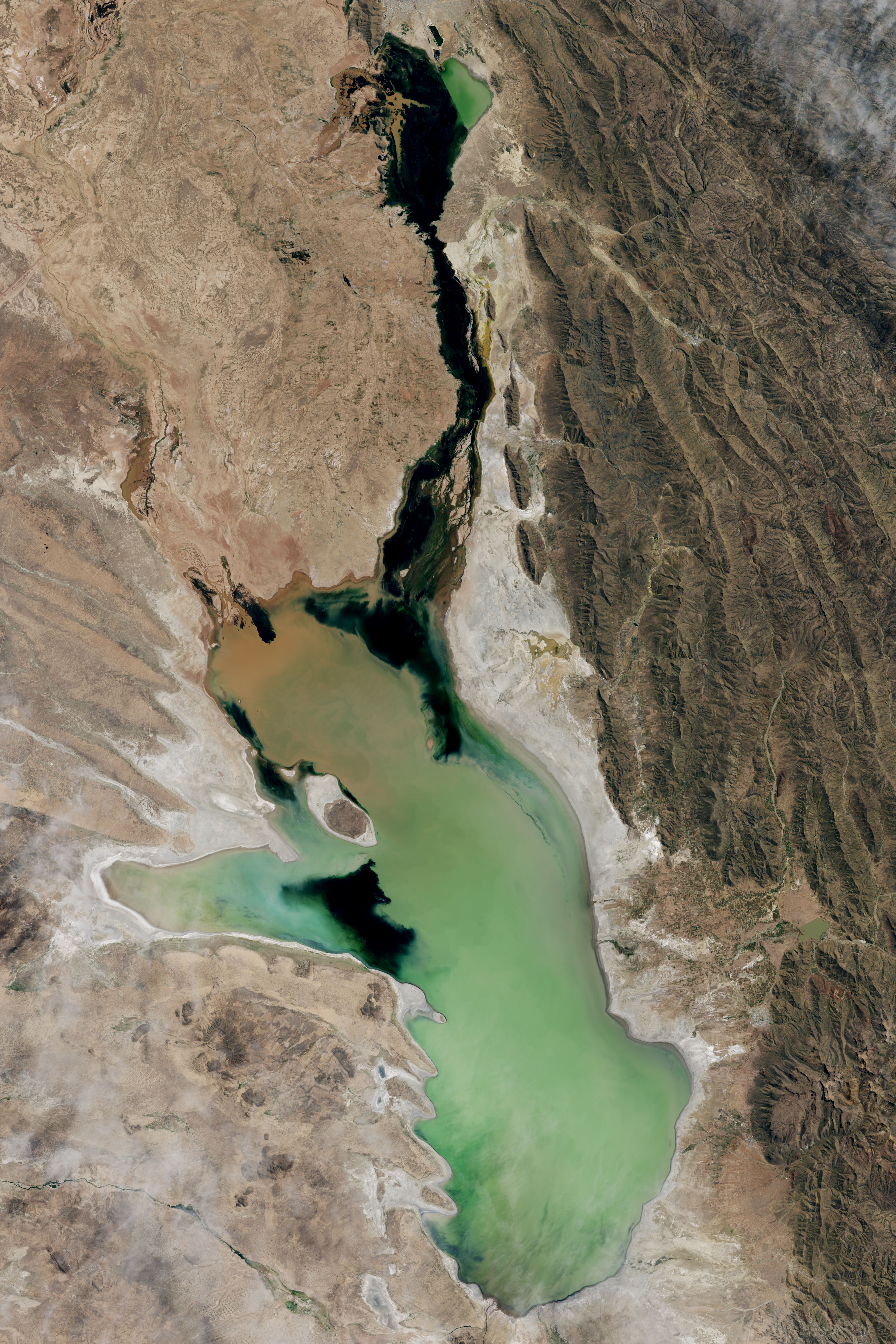
Landsat-Aufnahme des Poopó-See am 12. April 2013
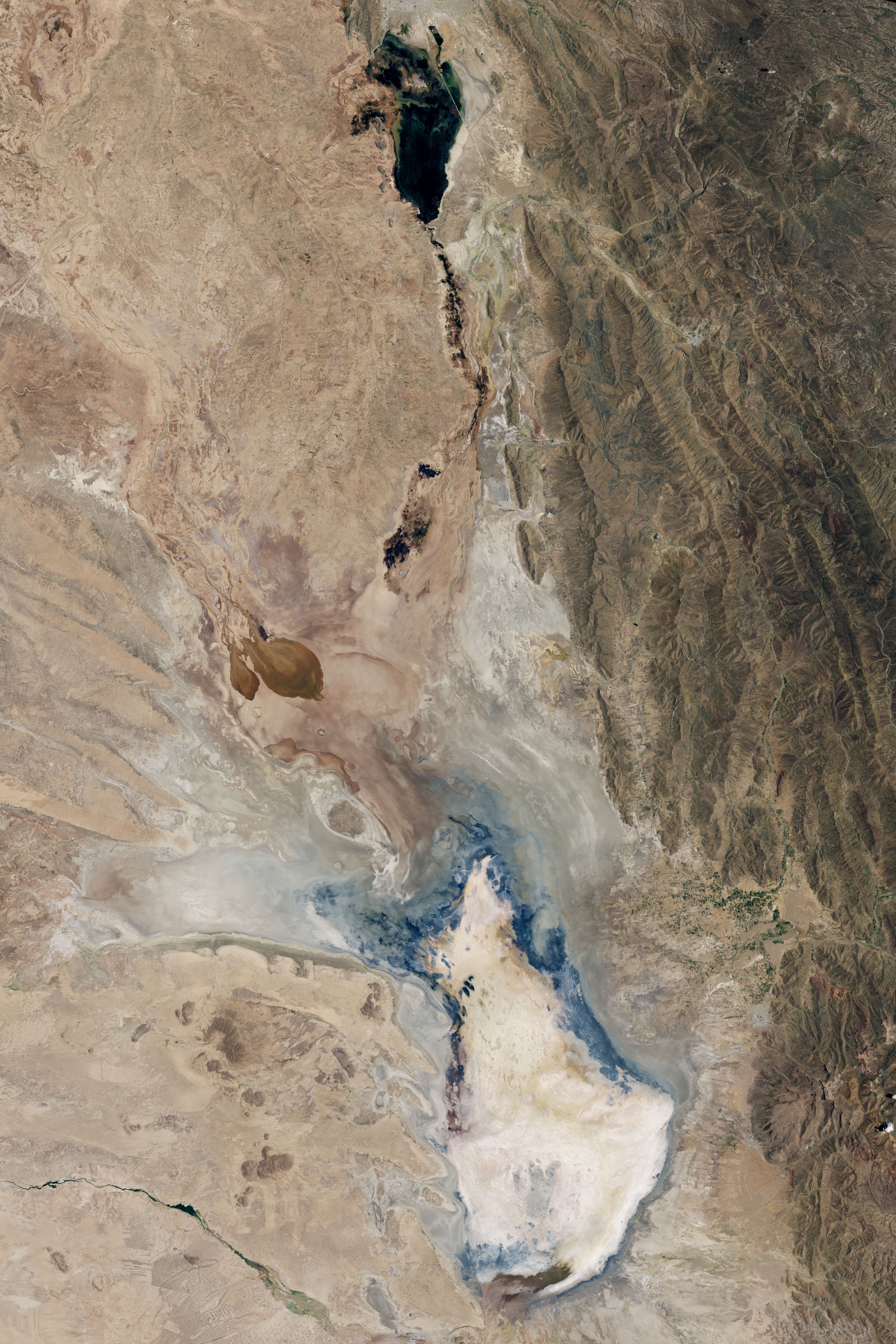
Landsat-Aufnahme des Poopó-See am 15. Januar 2016